# Lijst van rekenmachines van Texas Instruments
Texas Instruments is een wereldwijde fabrikant van hardware- en softwareproducten voor het onderwijs. De producten kunnen worden onderverdeeld in de volgende categorieën.

## Wetenschappelijke rekenmachines
Wetenschappelijke rekenmachines worden gebruikt van de basisschool tot de middelbare school. 
- TI-30 eco Rs
- TI-30X Pro MathPrint
- TI-30Xa
- TI-30XB MultiView
- TI-30XS MultiView
- TI-34 MultiView

## Grafische rekenmachines
Grafische rekenmachines worden gebruikt op middelbare scholen en universiteiten.
- TI-83
- TI-84 Plus T
- TI-84 Plus CE-T
- TI-84 Plus CE-T Python Edition

## TI-Nspire-technologie
De TI-Nspire-productfamilie omvat verschillende hard- en software-elementen en uitbreidingen.
- TI-Nspire CX II-T
- TI-Nspire CX II-T CAS